# Manuel Ferreira Jácome
Manuel Ferreira Jácome foi um arquiteto ativo no Recife, na época do Brasil Colônia.
Pouco se sabe de sua vida, mas acredita-se que tenha vivido no período entre 1677 e 1736. Na década de 1690, Jácome trabalhava com o mestre-de-obras Antônio Fernandes de Matos, que empregava 98 negros ladinos (aculturados). A morte do mestre Matos, em 1701, significou o início da carreira independente de mestre Jácome.
Era membro da Irmandade de Nossa Senhora do Livramento dos Pardos do Recife, o que indica que era provavelmente mulato, tendo sido eleito mordomo desta confraria para o período entre 1736 a 1737. Foi muito respeitado profissionalmente, como atestam documentos da época. Inicialmente pedreiro, foi promovido a mestre de obras e eleito pelos seus pares Juiz de ofício de pedreiro, cargo que exerceu entre 1707 e 1729. Como juiz era chamado para avaliar e realizar medições de obras.
Durante sua carreira foi responsável ou co-responsável por várias obras, incluindo a molhe do Recife, pontes, ruas e igrejas. Foi o autor da planta da Igreja de São Pedro dos Clérigos da cidade, uma das grandes obras da arquitetura colonial do Brasil.